# برنفورد سنتر (کنتیکت)

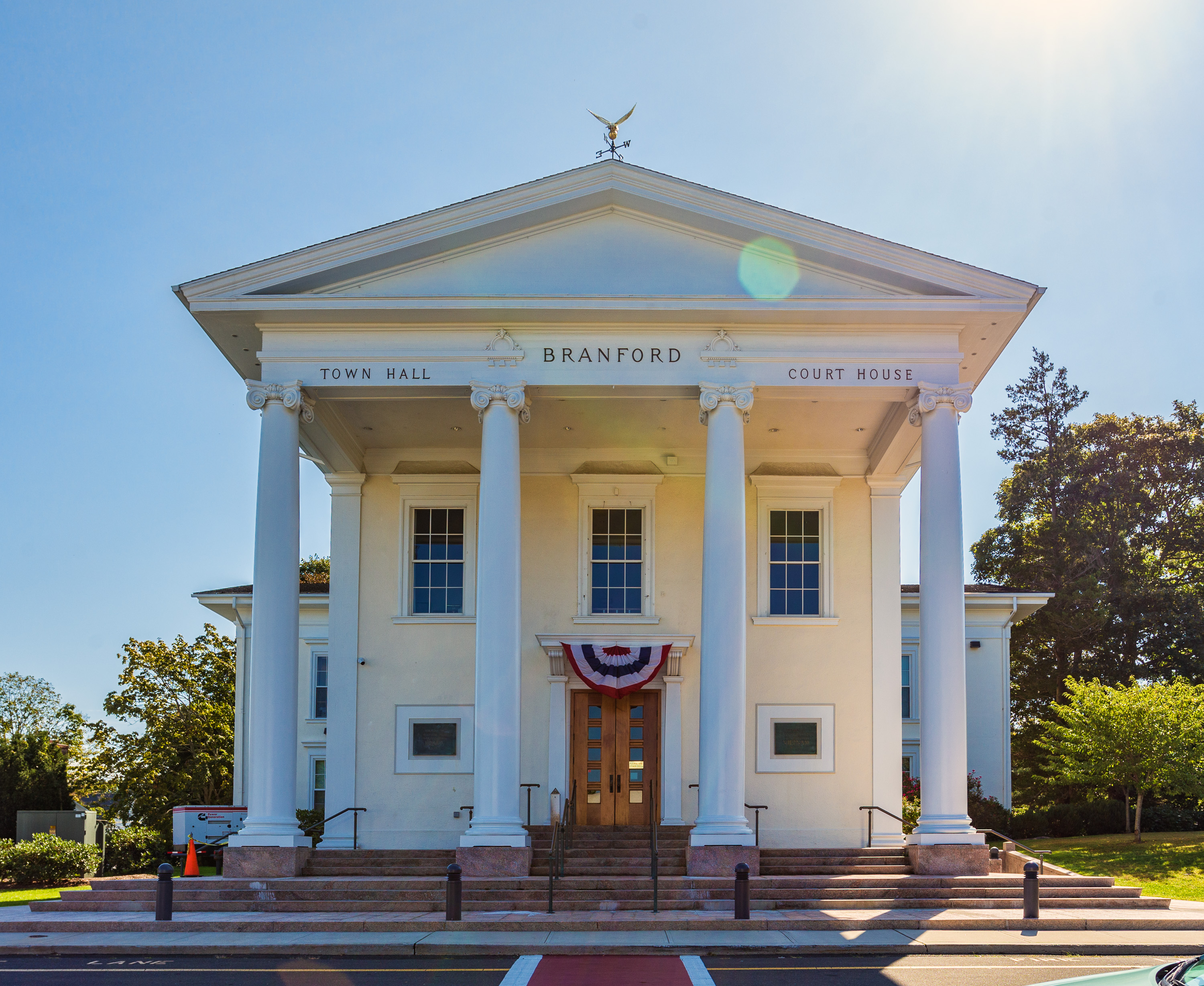
خانه ای در برنفورد سنتر (کنتیکت)

برنفورد سنتر (به انگلیسی: Branford Center) یک منطقهٔ مسکونی در ایالات متحده آمریکا است که در کنتیکت واقع شده‌است.